# Prêmio Multishow de Música Brasileira para Cantor do Ano
Prêmio Multishow de Música Brasileira para Cantor do Ano foi um prêmio dado anualmente no Prêmio Multishow de Música Brasileira, uma cerimônia que foi estabelecida em 1994 e originalmente chamada de Prêmio TVZ. Em seu primeiro ano, o prêmio foi chamado de Melhor Intérprete Masculino, e em 1995, foi renomeado para Melhor Cantor. A categoria passou por uma terceira e breve mudança de nome em 1996, quando foi rebatizada de Melhor Cantor Nacional. Em 1998, o prêmio adquiriu seu nome mais duradouro, Melhor Cantor, que manteve até 2021. Foi substituído pelas categorias Artista do Ano e Voz do Ano em 2022, combinando as categorias de Cantor e Cantora do Ano.

## Vencedores e indicados

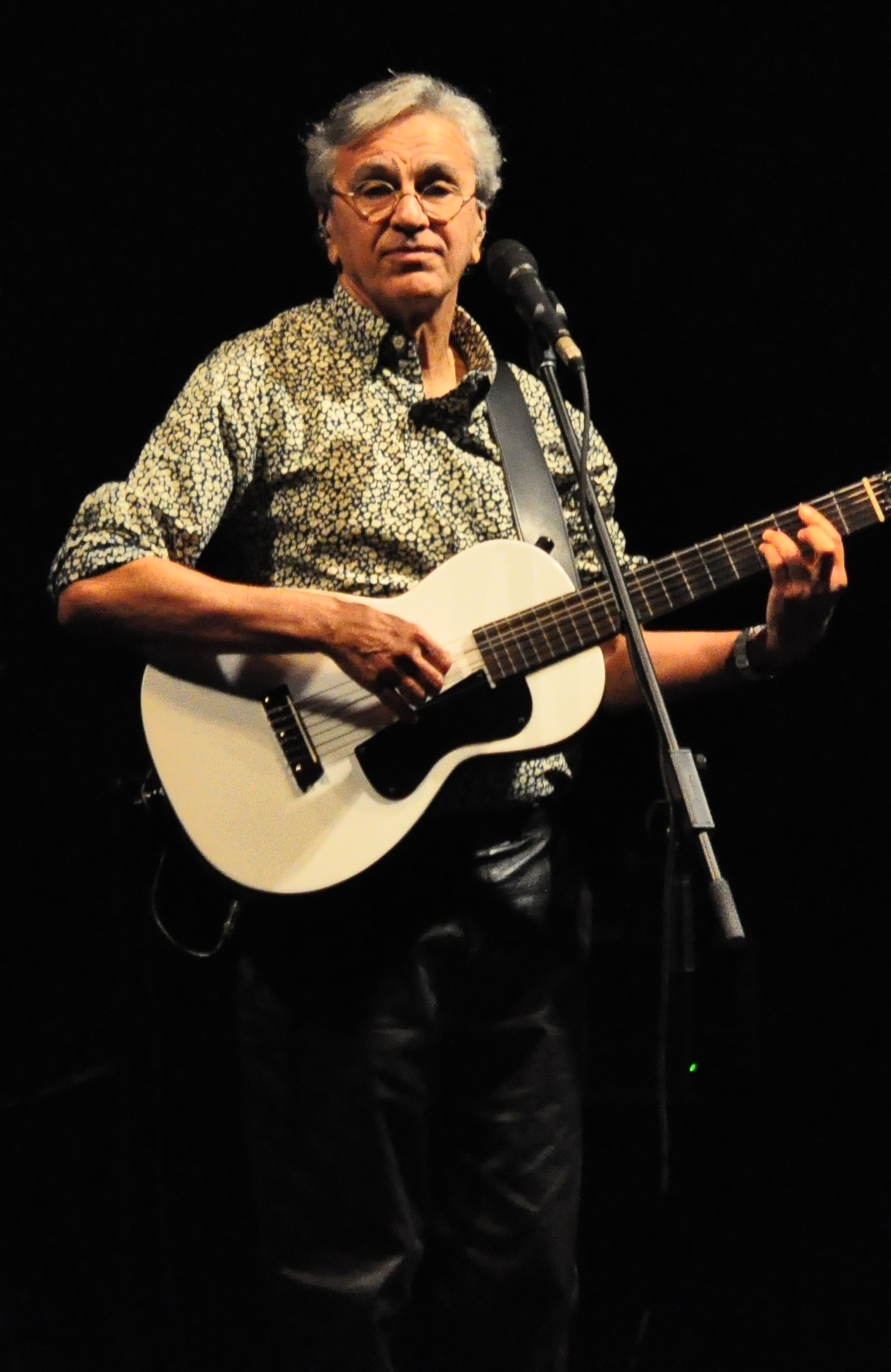
Caetano Veloso venceu o prêmio três vezes (e).

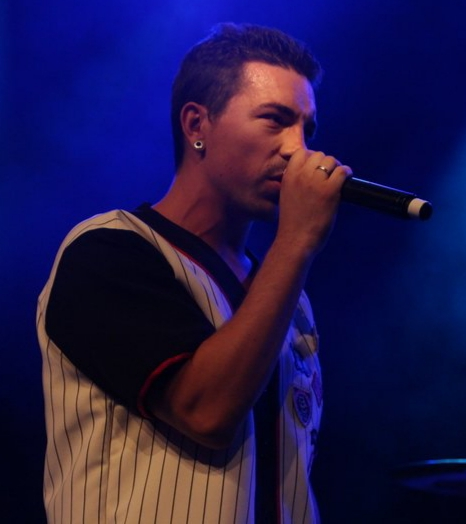
Di Ferrero venceu o prêmio duas vezes (e).

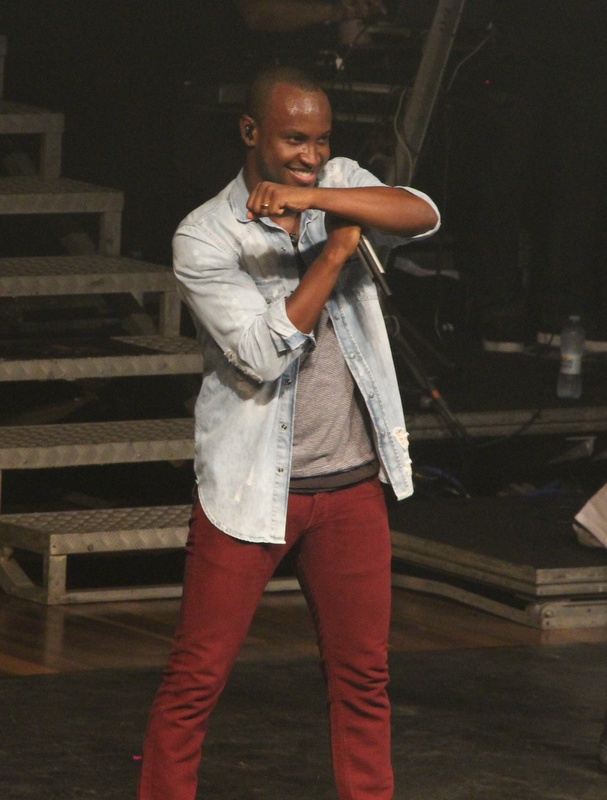
Thiaguinho venceu o prêmio duas vezes (e).

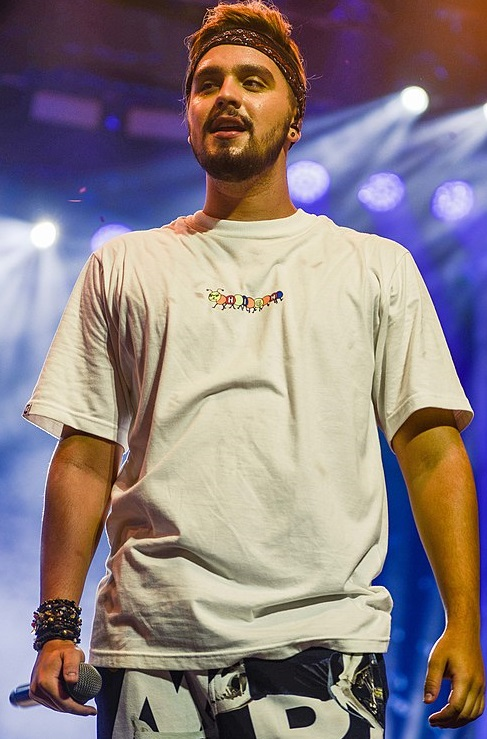
Luan Santana é o artista mais premiado da categoria, vencendo cinco vezes (,, e).

### Década de 1990
| Ano  | Vencedor            | Indicados                                                      | Ref.  |
| ---- | ------------------- | -------------------------------------------------------------- | ----- |
| 1994 | —                   | —                                                              | [ 2 ] |
| 1995 | Lulu Santos         | —                                                              | [ 3 ] |
| 1996 | Renato Russo        | —                                                              | [ 4 ] |
| 1997 | Carlinhos Brown     | —                                                              | [ 5 ] |
| 1998 | Gabriel, o Pensador | - Caetano Veloso - Djavan - Milton Nascimento - Roberto Carlos | [ 6 ] |
| 1999 | Caetano Veloso      | - Djavan - Ed Motta - Milton Nascimento - Samuel Rosa          | [ 7 ] |

### Década de 2000
| Ano  | Vencedor         | Indicados                                                              | Ref.   |
| ---- | ---------------- | ---------------------------------------------------------------------- | ------ |
| 2000 | Djavan           | - Caetano Veloso - Chico Buarque - Maurício Manieri - Rodolfo Abrantes | [ 8 ]  |
| 2001 | Caetano Veloso   | - Gilberto Gil - Lulu Santos - Maurício Manieri - Zeca Pagodinho       | [ 9 ]  |
| 2002 | Roberto Carlos   | - Arnaldo Antunes - Caetano Veloso - Leonardo - Lulu Santos            | [ 10 ] |
| 2003 | Gilberto Gil     | - Jorge Vercillo - Lenine - Leonardo - Milton Nascimento               | [ 11 ] |
| 2004 | Caetano Veloso   | - Chorão - Samuel Rosa - Toni Garrido - Zeca Pagodinho                 | [ 12 ] |
| 2005 | Marcelo D2       | - Caetano Veloso - Gilberto Gil - Marcelo Falcão - Zeca Pagodinho      | [ 13 ] |
| 2006 | Dinho Ouro Preto | - Lulu Santos - Marcelo D2 - Seu Jorge - Zeca Pagodinho                | [ 14 ] |
| 2007 | Rogério Flausino | - Caetano Veloso - Chorão - Lulu Santos - Nando Reis                   | [ 15 ] |
| 2008 | Di Ferrero       | - Caetano Veloso - Chorão - Dinho Ouro Preto - Samuel Rosa             | [ 16 ] |
| 2009 | Seu Jorge        | - Lenine - Marcelo D2 - Rogério Flausino - Samuel Rosa                 | [ 17 ] |

### Década de 2010
| Ano  | Vencedor     | Indicados                                                         | Ref.   |
| ---- | ------------ | ----------------------------------------------------------------- | ------ |
| 2010 | Samuel Rosa  | - Caetano Veloso - Di Ferrero - Dinho Ouro Preto - Lucas Silveira | [ 18 ] |
| 2011 | Di Ferrero   | - Luan Santana - Lucas Silveira - Rogério Flausino - Seu Jorge    | [ 19 ] |
| 2012 | Thiaguinho   | - Di Ferrero - Gusttavo Lima - Luan Santana - Michel Teló         | [ 20 ] |
| 2013 | Luan Santana | - Di Ferrero - Fiuk - Thiaguinho - Xande                          | [ 21 ] |
| 2014 | Thiaguinho   | - Diogo Nogueira - Luan Santana - Lulu Santos - Nando Reis        | [ 22 ] |
| 2015 | Lucas Lucco  | - Gusttavo Lima - Péricles - Sam Alves - Thiaguinho               | [ 23 ] |
| 2016 | Luan Santana | - Biel - Lucas Lucco - Tiago Iorc - Wesley Safadão                | [ 24 ] |
| 2017 | Luan Santana | - Lucas Lucco - Thiaguinho - Tiago Iorc - Wesley Safadão          | [ 25 ] |
| 2018 | Luan Santana | - Gusttavo Lima - Léo Santana - MC Kevinho - Wesley Safadão       | [ 26 ] |
| 2019 | Dilsinho     | - Ferrugem - Gabriel Diniz - Gusttavo Lima - Wesley Safadão       | [ 27 ] |

### Década de 2020
| Ano  | Vencedor      | Indicados                                       | Ref.   |
| ---- | ------------- | ----------------------------------------------- | ------ |
| 2020 | Gusttavo Lima | - Dilsinho - Emicida - Vitão - Vitor Kley       | [ 28 ] |
| 2021 | Luan Santana  | - Dilsinho - Emicida - Ferrugem - Gusttavo Lima | [ 29 ] |